# The Voice (песма)
The Voice (прев. Глас) је песма ирске певачице Ејмир Квин која је била победница такмичења за Песму Евровизије 1996. године, представљајући Ирску. Музику је компоновао као и текст написао Брендан Грахам, који је такође написао и компоновао „Rock 'n' Roll Kids”, ирског победника издања такмичења од 1994. године. Победа, која је била четврта за Ирску у пет година, била је укупно седма победа земље – и до сада последња – победа на такмичењу, чиме су поставили рекорд за највећи број победа једне држава коју је изједначила тек Шведска 2023. са песмом „Tattoo“.